# Polycheles nanus
Polycheles nanus är en kräftdjursart som först beskrevs av Sidney Irving Smith 1884.  Polycheles nanus ingår i släktet Polycheles och familjen Polychelidae. IUCN kategoriserar arten globalt som livskraftig. Inga underarter finns listade i Catalogue of Life.